# Galáxia Anã de Pisces II
A Galáxia Anã de Pisces II é uma galáxia anã que faz parte do Grupo Local, foi descoberta no ano de 2010, através dos dados obtidos pelo Sloan Digital Sky Survey. Esta galáxia encontra-se na constelação de Peixes, localizada a uma distância em torno de 180 kpc do Sol. É classificada como uma galáxia anã esferoidal (dSph) o que significa que ela tem uma forma alongada com o raio de meia-luz de cerca de 60 pc.